# Maïné-Soroa (Departement)
Maïné-Soroa ist ein Departement in der Region Diffa in Niger.

## Geographie

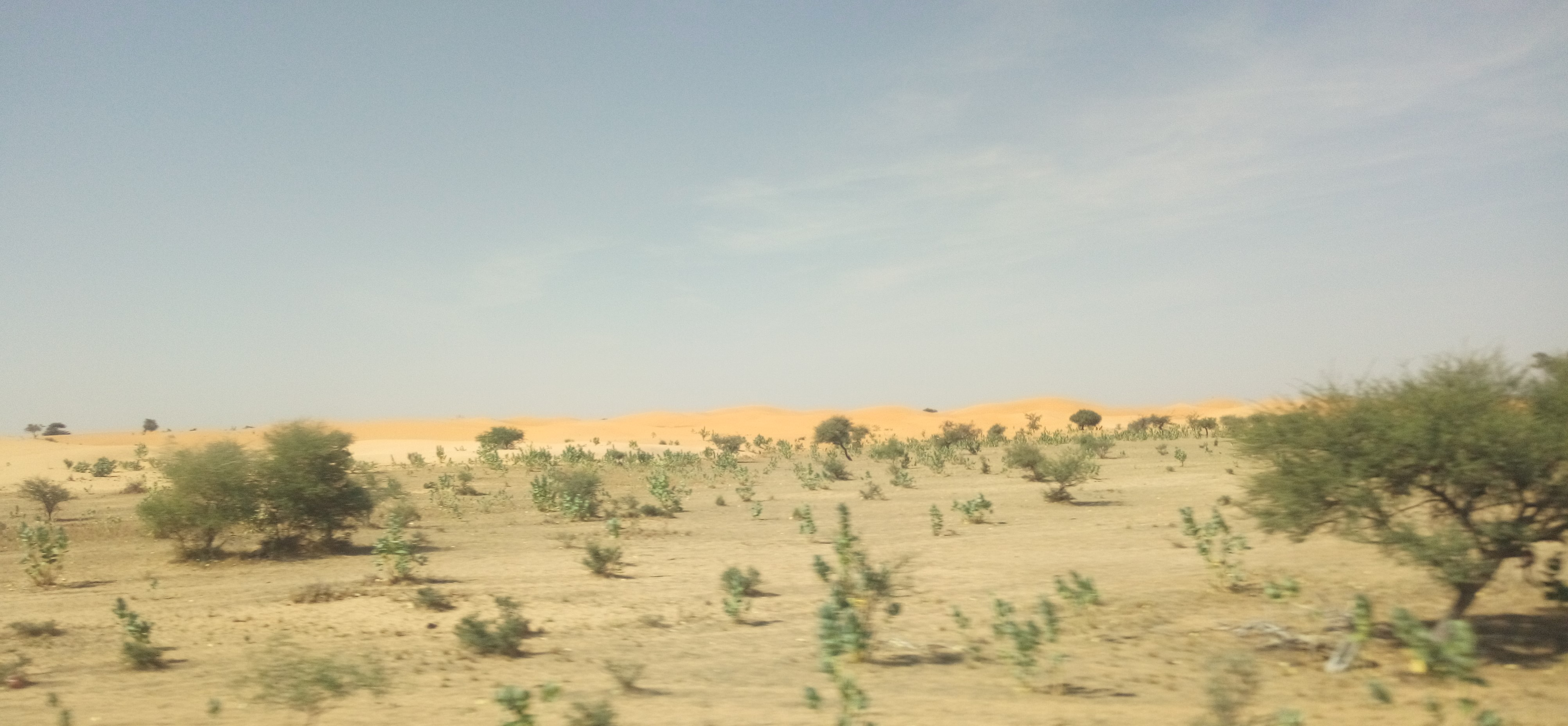
Eine Sanddüne im Departement Maïné-Soroa

Das Departement liegt in der Landschaft Manga im Südosten des Landes und grenzt an Nigeria. Es besteht aus der Stadtgemeinde Maïné-Soroa und den Landgemeinden Foulatari und N’Guelbély. Der namensgebende Hauptort des Departements ist Maïné-Soroa.

## Geschichte
In der französischen Kolonialzeit bestand die Verwaltungseinheit der subdivision de Maïné-Soroa. Der Dichter Guy Tirolien, der von 1948 bis 1951 als Kolonialbeamter in Niger tätig war, leitete als chef des subdivision die Verwaltungseinheiten von Maïné-Soroa und Dakoro. Nach der Unabhängigkeit Nigers im Jahr 1960 wurde das Staatsgebiet in 32 Bezirke (circonscriptions) aufgeteilt. Einer davon war der Bezirk Maïné-Soroa. 1964 gliederte eine Verwaltungsreform Niger in sieben Departements, die Vorgänger der späteren Regionen, und 32 Arrondissements, die Vorgänger der späteren Departements. Im Zuge dessen wurde der Bezirk Maïné-Soroa in das Arrondissement Maïné-Soroa umwandelt, wobei der Kanton Chétimari, bis dahin Teil des Bezirks Maïné-Soroa, dem neuen Arrondissement Diffa zugeschlagen wurde.
Im Jahr 1998 wurden die bisherigen Arrondissements Nigers in Departements umgewandelt, an deren Spitze jeweils ein vom Ministerrat ernannter Präfekt steht. Die Gliederung des Departements in Gemeinden besteht seit dem Jahr 2002. Zuvor bestand es aus dem städtischen Zentrum Maïné-Soroa und den Kantonen Maïné-Soroa und Goudoumaria. 2011 wurde Goudoumaria als eigenes Departement aus dem Departement Maïné-Soroa herausgelöst.

## Bevölkerung
Das Departement Maïné-Soroa hat gemäß der Volkszählung 2012 131.664 Einwohner. Bei der Volkszählung 2001, vor der Herauslösung von Goudoumaria, waren es 143.397 Einwohner, bei der Volkszählung 1988 82.323 Einwohner und bei der Volkszählung 1977 76.235 Einwohner.

## Verwaltung
An der Spitze des Departements steht ein Präfekt (französisch: préfet), der vom Ministerrat auf Vorschlag des Innenministers ernannt wird.
| Amtszeit                     | Name                               |
| ---------------------------- | ---------------------------------- |
| …                            |                                    |
| bis 15. Apr. 2010            | Ousséini Chétima                   |
| 15. Apr. 2010 – 3. Jun. 2011 | Ibrahim Katinka II                 |
| 3. Jun. 2011 – 4. Dez. 2013  | Oumarou Adamou                     |
| 4. Dez. 2013 – 8. Nov. 2021  | Issaka Maï Saley                   |
| 8. Nov. 2021 – 3. Nov. 2022  | Nouri Boukar (alias Nouhou Boukar) |
| 3. Nov. 2022 – 24. Aug. 2023 | Ibrahim Elhadji Ousmane            |
| seit 24. Aug. 2023           | Boubacar Hama                      |